# Luigi Frati (bibliotecario)

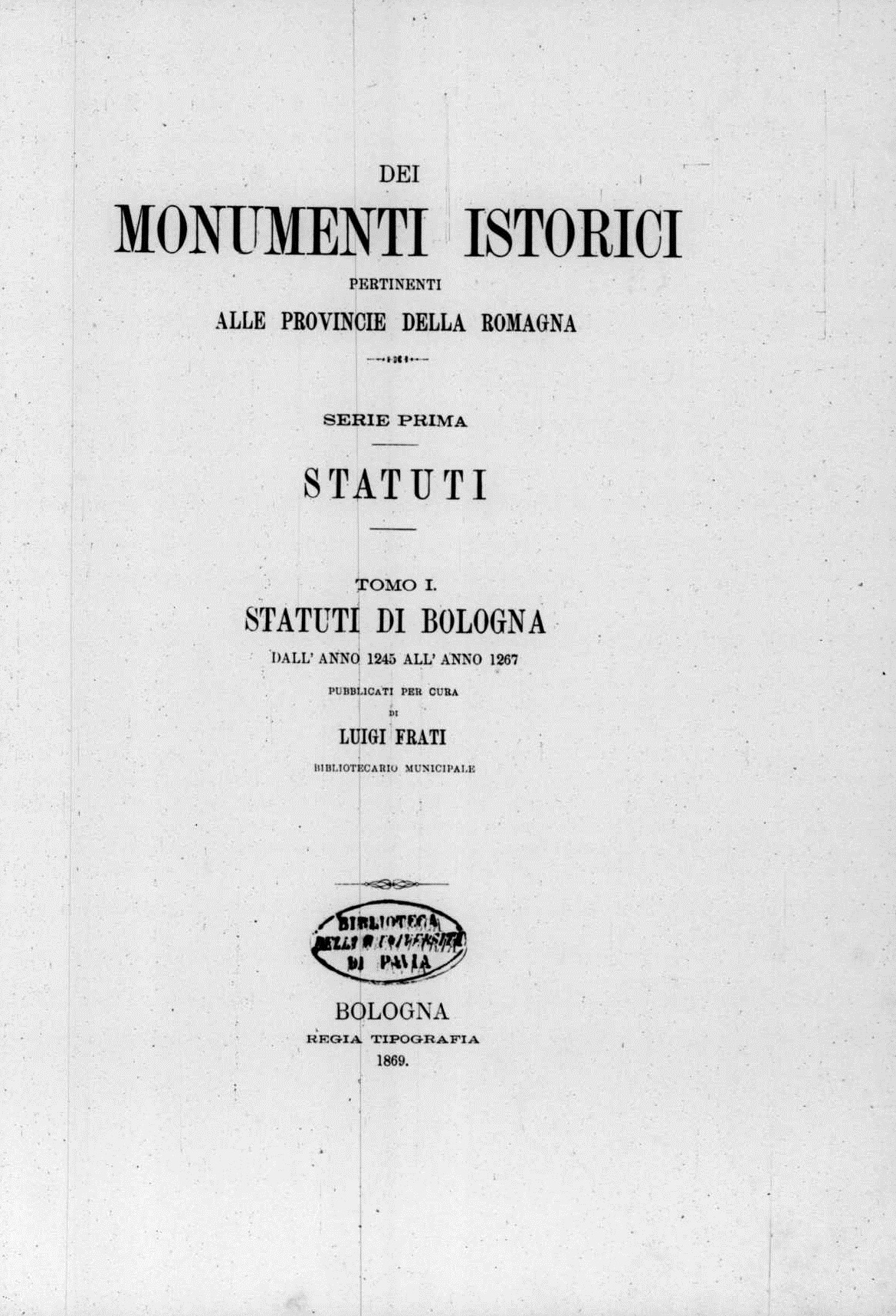
Statuti di Bologna dall'anno 1245 all'anno 1267, 1869

Luigi Frati (Bologna, 5 agosto 1815 – Bologna, 24 luglio 1902) è stato un bibliotecario italiano, direttore della Biblioteca Comunale dell'Archiginnasio di Bologna dal 1858 al 1902.

## Biografia
Si laureò in scienze matematiche nel 1839 e nel 1846 in filologia. Dopo la laurea assunse l'incarico di assistente di Girolamo Bianconi alla cattedra di archeologia della facoltà di lettere. Bibliotecario e bibliofilo, diresse prima la Biblioteca arcivescovile di Bologna e, dal gennaio del 1858, la Biblioteca comunale, attuale Biblioteca dell'Archiginnasio.
Frati conferì alla Biblioteca dell'Archiginnasio una fisionomia particolare nel panorama delle biblioteche italiane. Durante la sua direzione lavorò alla fusione delle raccolte che costituivano la Biblioteca comunale dandole un'originale organizzazione per materie e inaugurando un unico catalogo per i 250.000 volumi allora posseduti.
Al Frati si deve anche la fusione in un unico Museo civico dei due musei archeologici bolognesi: l'Universitario, governativo, e il museo Palagi di proprietà comunale. Dal 1878 fu direttore della sezione medievale e moderna di questo museo.
Membro di numerose accademie e istituti, fu tra i fondatori della Deputazione di storia patria per l'ex Legazione delle Romagne.
La sua opera più notevole rimane Opere della bibliografia bolognese che si conservano nella biblioteca municipale di Bologna classificate e descritte a cura di Luigi Frati (1888-1889), ma pubblicò anche molti lavori in ambito archeologico e numismatico e sulle ceramiche antiche.
Si distinse anche alla vita politica e civile della città: nel 1848 partecipò come ufficiale della guardia civile alla difesa di Bologna e fu tra gli artefici della pubblicazione del periodico liberaldemocratico L'Unità. Dopo la restaurazione fu nominato consigliere comunale, carica che mantenne fino al 1858.
Morì il 24 luglio 1902 nel Palazzo dell'Archiginnasio dove abitava. È sepolto alla Certosa di Bologna.

## Archivio
La biblioteca dell'Archiginnasio conserva nei fondi speciali il suo carteggio (Fondo speciale Luigi Frati) e altri documenti che lo riguardano (nel Fondo speciale Carlo Frati).

## Opere
- Statuti di Bologna dall'anno 1245 all'anno 1267, vol. 1, Bologna, Regia Tipografia, 1869.
  -  Statuti di Bologna dall'anno 1245 all'anno 1267, vol. 2, 1869.
  -  Statuti di Bologna dall'anno 1245 all'anno 1267, vol. 3, 1877.
- Opere della bibliografia bolognese che si conservano nella biblioteca municipale di Bologna classificate e descritte a cura di Luigi Frati, Bologna, Zanichelli, 1888-1889.